# Daiki Numa
Daiki Numa (japanisch 沼 大希 Numa Daiki; * 22. April 1997 in Osaka) ist ein japanischer Fußballspieler.

## Karriere
Numa begann seine Karriere bei Kyōto Sanga. Zur Saison 2016 rückte er in den Profikader von Kyōto Sanga auf. Im Mai 2016 debütierte in der J2 League, als er am 13. Spieltag jener Saison gegen den Ehime FC in der 85. Minute für Yong-Jae Lee eingewechselt wurde. In jenem Spiel erzielte er in der 88. Minute den Treffer zum 1:0-Endstand. Dies sollte allerdings sein einziges Tor für den Verein bleiben.
Nach sechs Ligaeinsätzen in der Saison 2016 wurde er zur Saison 2017 an den Drittligisten Gainare Tottori verliehen. Im März 2017 absolvierte er gegen die Reserve von Gamba Osaka sein erstes Spiel in der J3 League. Zu Saisonende hatte er 30 Einsätze in der dritthöchsten japanischen Spielklasse zu Buche stehen, in denen er vier Treffer erzielte.
Nach dem Ende der Leihe kehrte Numa zu Kyōto Sanga zurück. Nach fünf Spielen in der Saison 2018 wurde er während der laufenden Saison im August 2018 an den Viertligisten Tegevajaro Miyazaki verliehen. Für Tegevajaro Miyazaki kam er allerdings nur zu drei Einsätzen in der JFL, in denen er ohne Torerfolg blieb.
Im Januar 2019 verließ Numa Kyōto Sanga schließlich endgültig und wechselte zum österreichischen Zweitligisten SV Horn. Nach der Saison 2018/19 verließ er Horn. Nach einem halben Jahr ohne Verein kehrte er im Januar 2020 zurück nach Japan und wechselte zum Fünftligisten Vonds Ichihara.